# Bazilika Narození Panny Marie (Vranov nad Topľou)
Bazilika Narození Panny Marie ve Vranově nad Topľou je římskokatolická basilica minor. V jejím interiéru se nachází obraz Panny Marie, který před více než 300 lety údajně ronil krvavé slzy. Bazilika je součástí klášterního komplexu řehole Paulínů.

## Historie
Kostel kolem roku 1441 postavili františkáni. Během reformace v letech 1540–1580 kostel spravovali evangelíci. V roce 1672 duchovní správu převzali Paulíni. V roce 1708, po umístění milostivého obrazu Panny Marie bylo změněno zasvěcení kostela na Narození Panny Marie. Původní zasvěcení kostela není přesně známo. Paulíni spravovali kostel až do svého zrušení v Uhersku Josefem II. v roce 1786. Od roku 1990 ho opět spravují paulíni. U příležitosti 300. výročí slzení milostivého obrazu Panny Marie papež Benedikt XVI. 19. července 2008 povýšil kostel na Basilica Minor .